# Засада (Республика Сербская)
Засада (серб. Засада / Zasada) — село в общине Билеча Республики Сербской Боснии и Герцеговины. Население составляет 51 человек по переписи 2013 года.

## Население[3]
Население по годам:
- 1961 год — 291 человек
- 1971 год — 256 человек
- 1981 год — 154 человека (все сербы)
- 1991 год — 96 человек (все сербы)